# КК Ергоном
КК Ергоном је кошаркашки клуб из Ниша, Србија. Основан је 13. маја 1970. године, а оснивачи куба били су тадашњи студенти, Драгослав Петковић, Ђорђе Јанковић и Саша Танасковић.
Клуб је 2010. заменио ранг са КК Синђелић, па је клуб из Прве Б лиге (2. ранг) прешао у 2. Српску лигу „Исток“ (4. ранг). Сезону 2010/11. у 2. Српској лиги Ергоном је завршио на последњем месту, а клуб је након тога престао са такмичењем.

## Историја

### Оснивање
Први Председник клуба је био тадашњи професор факултета заштите на раду Братислав Смиљанић, а велике заслуге од самог почетка носи Мома Здравковић, стални почасни члан клуба. Редом, председници клуба су били Милорад Загорац, Драгић Момчиловић, Божидар Јовановић, а у реоснованом клубу под истим именом од краја 1999. године и Драган Ћирић (садашњи директор), Славиша Петровић и Зоран Живковић, тадашњи Савезни министар унутрашњих послова, а касније Председник Владе Републике Србије, садашњи други почасни члан клуба. Занимљиво је да је чланску карту са редним бројем 1, поседовао истакнути, дугогодишњи играч Зоран Голубовић.

### Прва утакмица
Клуб је прву своју такмичарску сезону одиграо 1971. године а прву утакмицу против КК ЈАГОДИНА Светозарево 25. априла 1971. изгубио 55:54. Први тренер је био Драгослав Петковић, а капитен Ђорђе Јанковић. Али, и поред пораза, КК ЕРГОНОМ се као првопласирани квалификовао за наредну сезону у виши ранг – Српску лигу.

### 1970—1990.
Чувена база првог мушког прволигашког кошаркашког клуба из Ниша је било популарно “РОВЧЕ’’у нишкој Тврђави, и то је остало култно кошаркашко место правих Нишлија. Играчи попут, Јанковића, Јањушевића, Пејовића, Бркића, Филиповића, поменутог Голубовића, Перовића, Милетића, Симића, Вучетића, Митића, Кривокапића, Ћирковића, Шакића, Младеновића…су чинили окосницу првих сасатава новог клуба. У такмичењу Српске лиге, а у зависности од повремених реорганизација, КК ЕРГОНОМ је учествовао до сезоне 1983-84. када престаје са радом. У међувремену, КК ЕРГОНОМ је углавном задржавао статус сталног члана овог трећег ранга такмичења у тадашњој СФРЈ, а прва места у лиги освајао је 1974. године, 1979. и 1980-81. Године 1979. КК ЕРГОНОМ је учествовао у квалификацијама за тадашњу Другу савезну лигу у Смедеревској Паланци, под вођством другог дугогодишњег истакнутог тренера клуба Зорана Шакића, али у у неизвесним утакмицама са екипом “Први Партизан“ из Ужица и екипом “Војвода Степа“ из Београда није успео, као и на тромечу две године касније у Бору, са Пиротом, предвођеним као играчем, чувеним Светиславом Пешићем и екипом Параћина. Истакнути играчи из тог периода КК ЕРГОНОМА су били Митић, Перовић, Стошић, Мирчић, Д. Ћирић, Луковић, Илић, Станковић, Шутановац, Николић, Богуновић, Јосиповић, Г. Ћирић, Костић, Јанковић, Цветков, Рангелов...

### 1999—2002.
Нови почетак популарног клуба уследио је реосновањем 1999. године и првом такмичарском сезоном у Другој српској лиги 2000/01 у којој је убедљиво освојио прво место са изузетно младом и перспективном екипом, коју је водио тренер Драган Томановић. Екипу су сачињавали: В. Митић, М. Митић, Петковић, Петровић, Голубовић, Андоновић, Јовановић, Лакићевић, Траиловић, Стефановић, Ковачевић, Миленковић, Тодоровић.. Следи сезона 2001/02 када је изборен опстанак у заједничкој Првој Б лиги клубова Србије и Црне Горе и када су вођени тренерима Драганом Томановићем и Љубом Почеком наступали Недељковић, Здравковић, Д. Марковић, Пиштољевић, Мањенчић, Вујчић, Виријевић, В.иМ. Митић, Траиловић, Дуковчић, Зековић, Сојић, Миљковић, Златановић...

### 2002—2003.
Већ следеће сезоне, 2002/03.остварена је дугогодишња жеља Нишлија да имају члана Прве савезне кошаркашке лиге, и то под вођством тренера Срећка Секуловића, који се у КК ЕРГОНОМ задржао и наредне две године и забележио велике успехе освајањем Купа Србије и пласманом два пута узастопце на финални турнир Купа Радивоја Кораћ. Пласманом на друго место поменуте лиге, Недељковић, Здравковић, Д. Марковић, Мањенчић, Вујчић, Траиловић, Оташевић, Бецин, Пејовић, П. Марковић, Н. Радмановац, Младеновић, Жигерановић, М. Илић...и освајањем Купа Србије 2003. године, победом над ОКК БЕОГРАДОМ од 105:96, ушли су у кошаркашку историју КК ЕРГОНОМ и града Ниша. Та генерација је учествовала на четвртфиналном турниру Купа Радивоја Кораћ, али је поражена у дуелу са Партизаном резултатом 96:74, у дупке пуној хали Чаир у Нишу.

### 2003—2004.
Следи сезона 2003/04 као прва сезона прволигашког такмичења, која доноси незаборавну утакмицу са шампионом Партизан у препуној хали Чаир, уз пораз у продужетку у сјајној утакмици од неприкосновеног клуба, у то време, предвођеног НБА играчима Крстићем, Хаусом, Перовићем... КК Ергоном завршава као 9. поменуту сезону. Најјачи тим у историји клуба предводили су капитен Недељковић, Ђокић, Димитријевић, Ћирић, Љубојевић, Божовић, Станковић, Оташевић, Траиловић, Вучуровић, Д. Марковић, Младеновић, Жигерановић, Кљајевић, Богавац...и тренер Секуловић. Треба поменути тадашњег Председника Зорана Живковића, председника УО М. Радовића, директора Д. Ћирића, помоћног тренера М. Дробњака, кондиционог тренера Д. Живковића, физиотерапеута З. Франету, лекара Г. Стојиљковића

### 2004—2005.
У сезону 2004/05 КК ЕРГОНОМ улази са истим тренерским кадром, а са саставом који је сјајно стартовао и на крају лиге освојио шесто место. Играли су: Богдановић, Нешовић, Љубојевић, Мијајловић, Младеновић, Жигерановић, Кљајевић, Траиловић, Катић, Матић, Пековић, Богавац, С. Петровић...Те сезоне је поново КК ЕРГОНОМ НИШ у четвртфиналу Купа Радивој Кораћ и поново против Партизана губи са 105:97 у Вршцу, у дворани Миленијум.

### 2005—2006.
Долази сезона 2005/06 и смена генерација, као и нови тренер после три године успешног рада Секуловића, Предраг Јаћимовић, сада већ у отежаним финансијским условима, али са младим и перспективним тимом који успева да узбори опстанак. Екипа у саставу Пековић, Траиловић, Младеновић, Жигерановић, Кљајевић, Симоновић, Николић, Поповић, Вукајловић, Јовановић, Мирковић и М. Цветковић на крају првенства заузма 8. место.

### 2006—2007.
Следеће сезоне 2006/07 понавља се и продубљује финансијска криза и са истим, успешним тренером из претходне године, са потпуно новим тимом, предвођеним повратником Богдановићем, Марком Јовановићем, Џамбићем, Комадинићем, С. Живковићем, Младеновићем, Траиловићем, Виријевићем, Лучићем, Поповићем, Грубишићем младим Стаменковићем, Гаћиновићем, Гуџићем, И. Јовановићем, затим Ћирићем, Д. Поповићем, Васојевићем... КК Ергоном заузима 10. место и здржава статус прволигаша и за пету узастопну сезону.

## Рад са млађим категоријама
Добро осмишљен и постављен рад у млађим категоријама доноси прве успехе већ 2005. године, када и јуниори и пионири (будући кадетски прваци Србије и Црне Горе) освајају пета места у првенствима Србије у својим категоријама. Била је то најава сјајних успеха кадетске екипе(дечаци рођени 1990. и 1991. године)у следећој сезони 2005-06. Наиме, та генерација прво у Обреновцу осваја друго место иза земунске Ласте и стиче право пласмана међу на финални турнир СЦГ, где у конкуренцији екипа “Хемофарм КК Будућност и КК Ласта Земун осваја титулу првака СЦГ у кадетској конкуренцији, победом над Хемофармом у одлучујућем мечу са 78:60, уз претходне две победе над осталим конкурентима. Овај успех остварили су на челу са тренером Миланом Јосићем, помоћником Шакићем Радовић, Гуџић, Витковић, Јовановић, Гаћиновић, Обрадовић, Гашевић, Стаменковић, Јелић, Миловановић, Илић, Јовић, Станисављевић.
Ова генерација у свом првом наступу у јуниорској конкуренцији осваја и четврто место у својој финалној групи на јуниорском првенству Србије у Чачку 2007. године под вођством тренера Томислава Симића.

## Познати играчи
- Зоран Голубовић
- Марко Цветковић
- Рашко Катић
- Никола Оташевић
- Иван Жигерановић
- Зоран Мирчић
- Драган Луковић
- Стефан Јовић
- Александар Здравковић